# Porta falsa (Egipte)
|  | Per a altres significats, vegeu «Porta falsa». |

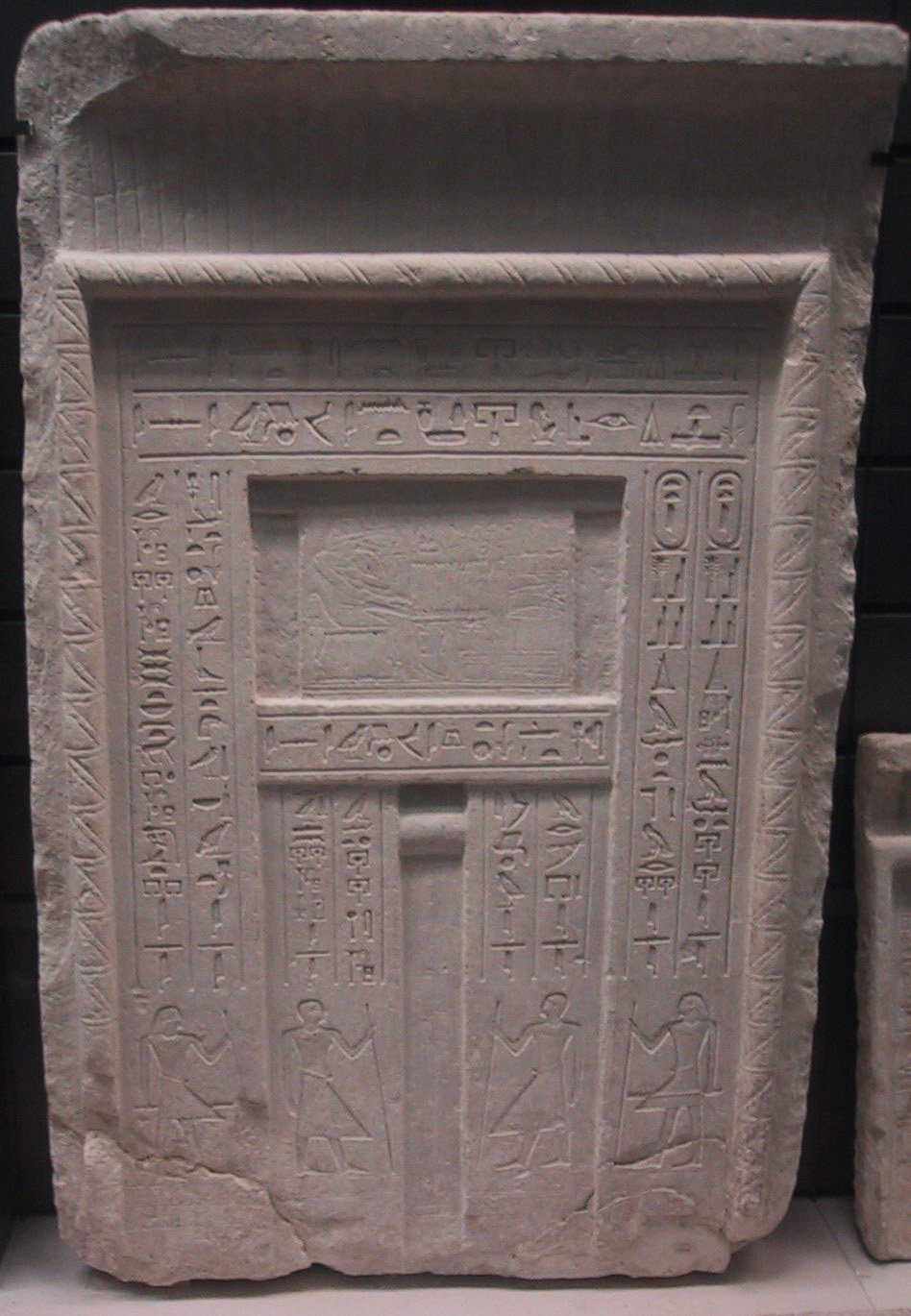
Una falsa porta d'una tomba egípcia. A la part superior, sota el fals tancament, hi ha una imatge del mort davant d'una taula d'ofrenes. En els panells laterals hi ha la llista d'ofrenes.

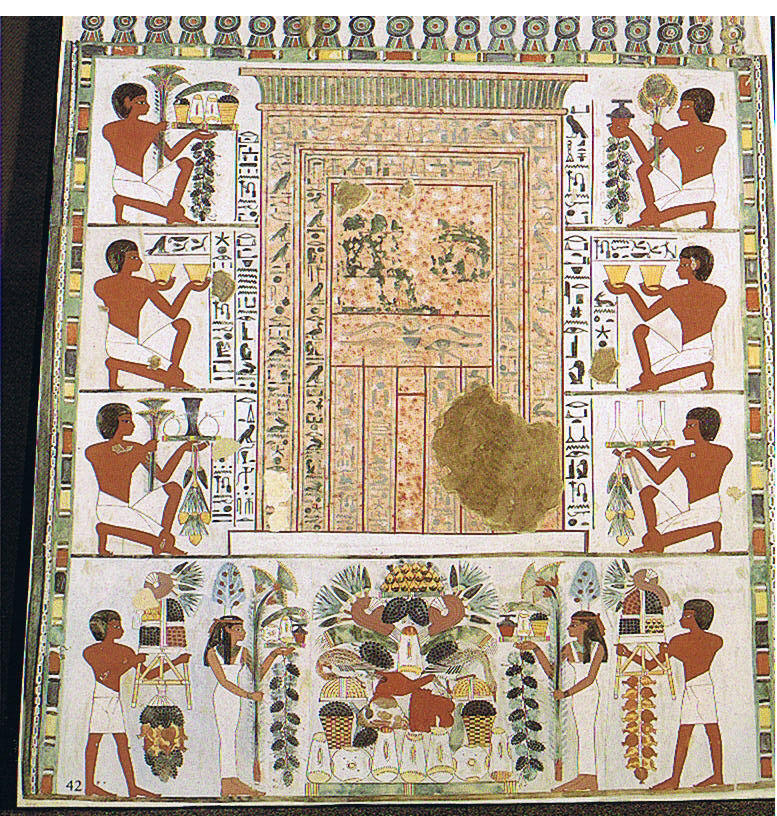
Falsa porta pintada a la tomba de Nakht. Les ofrenes estan pintades en lloc de relacionades.

Una porta falsa és un element arquitectònic existent en les tombes de l'antic Egipte. Els egipcis creien que la falsa porta era un llindar entre el món dels vius i el dels morts, i que a través d'ella una deïtat o l'esperit del mort podien entrar i sortir. La porta falsa sol ser el punt principal de la cambra d'ofrenes d'una tomba, on els membres de la família podien col·locar obsequis per al difunt en una llosa especial situada davant de la porta.
La majoria de les portes falses es troben a la paret oest de la capella funerària o cambra de les ofrenes perquè els egipcis associaven l'oest amb la terra dels morts. En moltes mastabes, tant el marit com la muller tenien la seva pròpia porta falsa.

## Descripció
Una falsa porta en general està tallada en un sol bloc de pedra o en una planxa de fusta o fins i tot pintada, no està destinada a funcionar com una porta normal. Situat al centre de la porta hi ha un panell pla o nínxol, entorn del qual diversos parells de brancals transmeten la il·lusió de profunditat, i una sèrie de marcs, l'entrada a un passadís. Un tambor semi-cilíndric, tallat directament sobre del panell central, imita el segell vermell amb el qual es tancaven les portes reials.
La porta estava emmarcada amb una sèrie de motllures i llindes i una escena que representava el mort davant d'una taula d'ofrenes. A vegades, hi havia imatges tallades dels propietaris de la tomba en el nínxol central de la porta falsa.

## Inscripcions
Els laterals estan coberts en general amb inscripcions amb els noms i títols dels morts, així com una sèrie fórmules d'ofrenes. Aquests textos enalteixen les virtuts dels morts i expressen desitjos positius per al més enllà.
Per exemple, la falsa porta d'Ankhires diu:
"L'escriba de la casa dels documents de déu, el « medjty » d'Anubis, seguidor del Gran, Tjentet, Ankhires".
La llinda diu:
"El seu fill gran va ser el sacerdot lector Medunefer, el qual va fer això per a ell".
I a esquerra i a dreta es pot llegir:
"Un obsequi del rei i d'Anubis,
que habita al diví santuari, per donar-li sepultura a l'oest per haver-se fet vell al més perfectament possible.
El seu fill gran, el sacerdot lector Medunefer,
que va actuar en el seu nom quan va ser enterrat a la necròpolis.
L'escriba de la casa dels documents de déu, Ankhires".

## Història
La configuració de la falsa porta, amb la seva sèrie de brancals, prové d'una façana de palau amb nínxols que es va convertir en un motiu arquitectònic al període predinàstic i l'Imperi Antic. La porta falsa es va utilitzar en primer lloc en mastabes de la tercera dinastia, i el seu ús es va convertir en gairebé universal en les tombes de la quarta a sisena  dinasties. Durant els gairebé cent cinquanta anys que abasten els regnats dels faraons Pepi I, Merenre I, i Pepi II, (dinastia VI), la falsa porta va patir una sèrie de canvis que afecten a la disposició dels seus elements, la qual cosa permet als historiadors de datar les tombes per l'estil de falsa porta que es va utilitzar en elles.
Després del primer període intermedi la popularitat de les falses portes va disminuir, i foren substituïdes per esteles com a principal superfície per a l'escriptura d'inscripcions funeràries; però durant l'Imperi Mitjà es va començar a pintar a l'interior dels sarcòfags, perquè el difunt pogués sortir-ne.